# Muldenkipper
Muldenkipper sind Fahrzeuge (je nach Bauart auch Sattelkipper, Kippauflieger oder Kipplaster sowie englisch Dumper oder Tipper genannt) mit einer einseitig nach hinten kippbaren Mulde/Kippbrücke und damit abzugrenzen von Seiten- und Dreiseitenkippern. Die Mulde hat abgesehen der Rückseite rundherum feste Seitenwänden und dient dem Transport von Schüttgut. Um ein Festfrieren von Ladegut zu vermeiden, werden Kippmulden teilweise mit dem Motorenabgas beheizt.

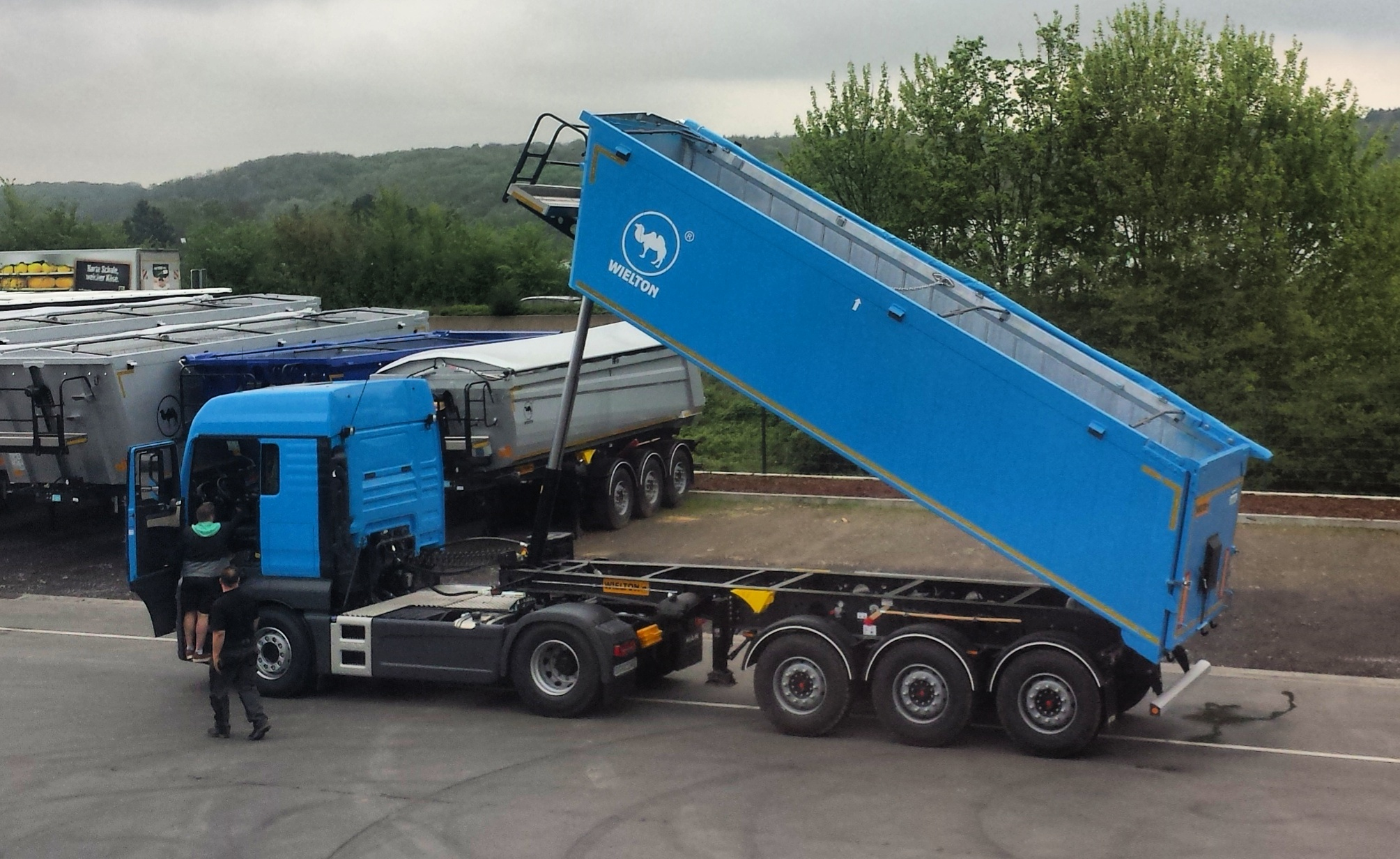
3-Achs-Sattelkipper von Wielton aus Aluminiumelementen an einer Sattelzugmaschine von MAN

## Muldenkipper im Straßenverkehr
Im öffentliche Straßenverkehr werden Muldenkipper im Tiefbau, zum Transport von Abfällen / Wertstoffen und beim Abtransport der Ernte von Agrarerzeugnissen eingesetzt.
Durch Zulassungsverordnungen sind die maximalen Achslasten und Gesamtgewichte begrenzt, weshalb auch teilweise Aluminium zur Eigengewichtsreduktion beim Bau eingesetzt wird.
Verbreitet sind je nach spezifischem Gewicht Solofahrzeuge zumeist mit vier oder fünf (Schweiz, Niederlande) Achsen oder Sattelauflieger, diese auch im Fernverkehr.
Neben halbrunden oder konischen Muldenkippern setzen viele Speditionen auch kastenförmige Muldenkipper mit Palettenbreite ein, um auch feste Güter flexibel befördern zu können.

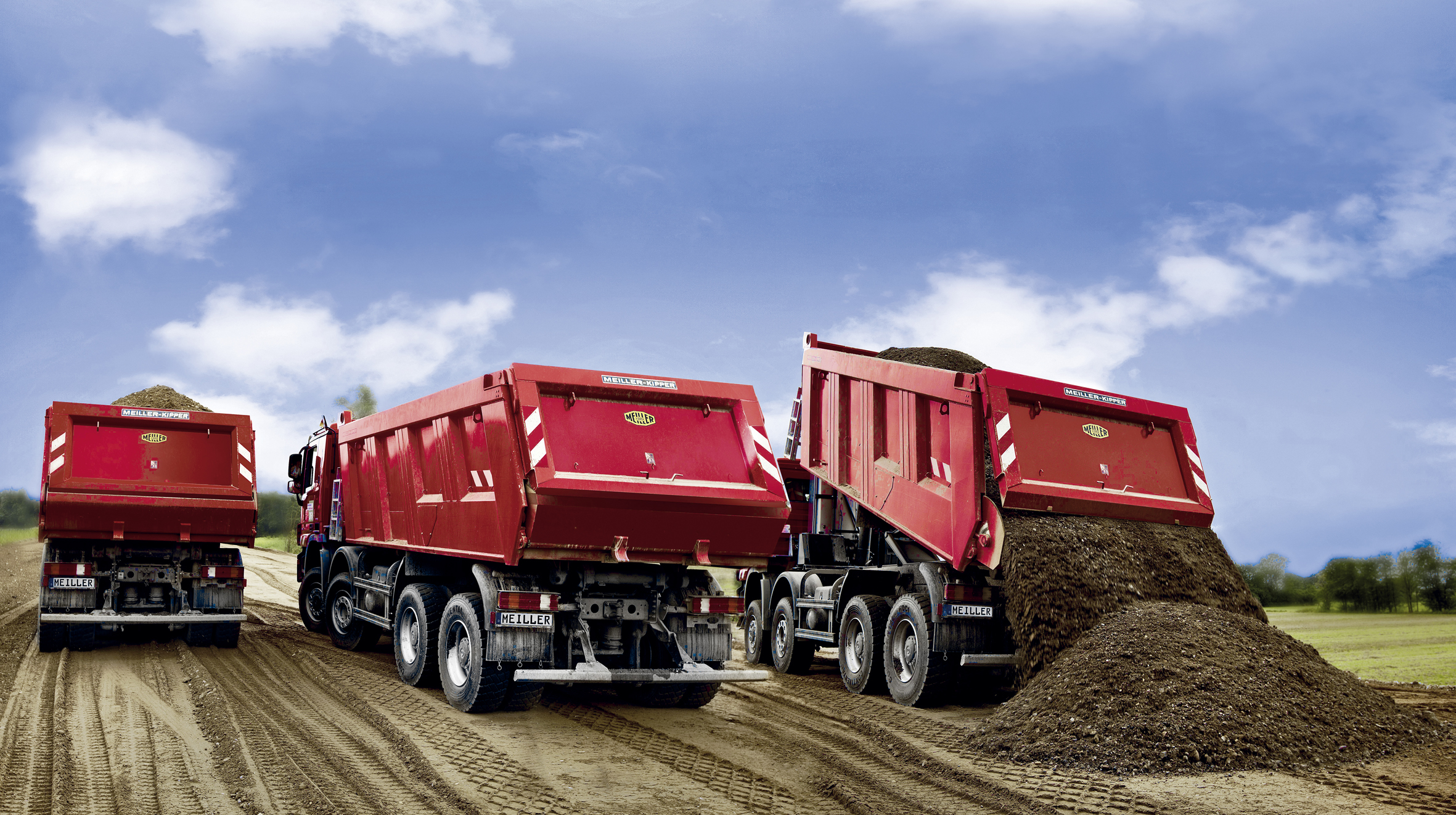
Kipper mit vier Achsen und zwei Lenk-Vorderachsen
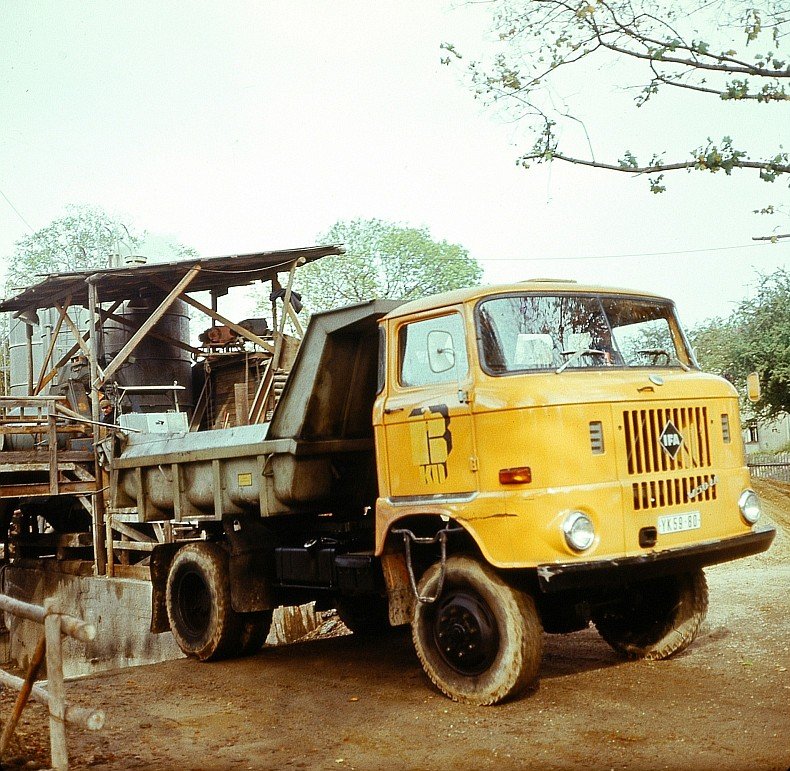
IFA W50 LA/K-MK historischer Muldenkipper der DDR
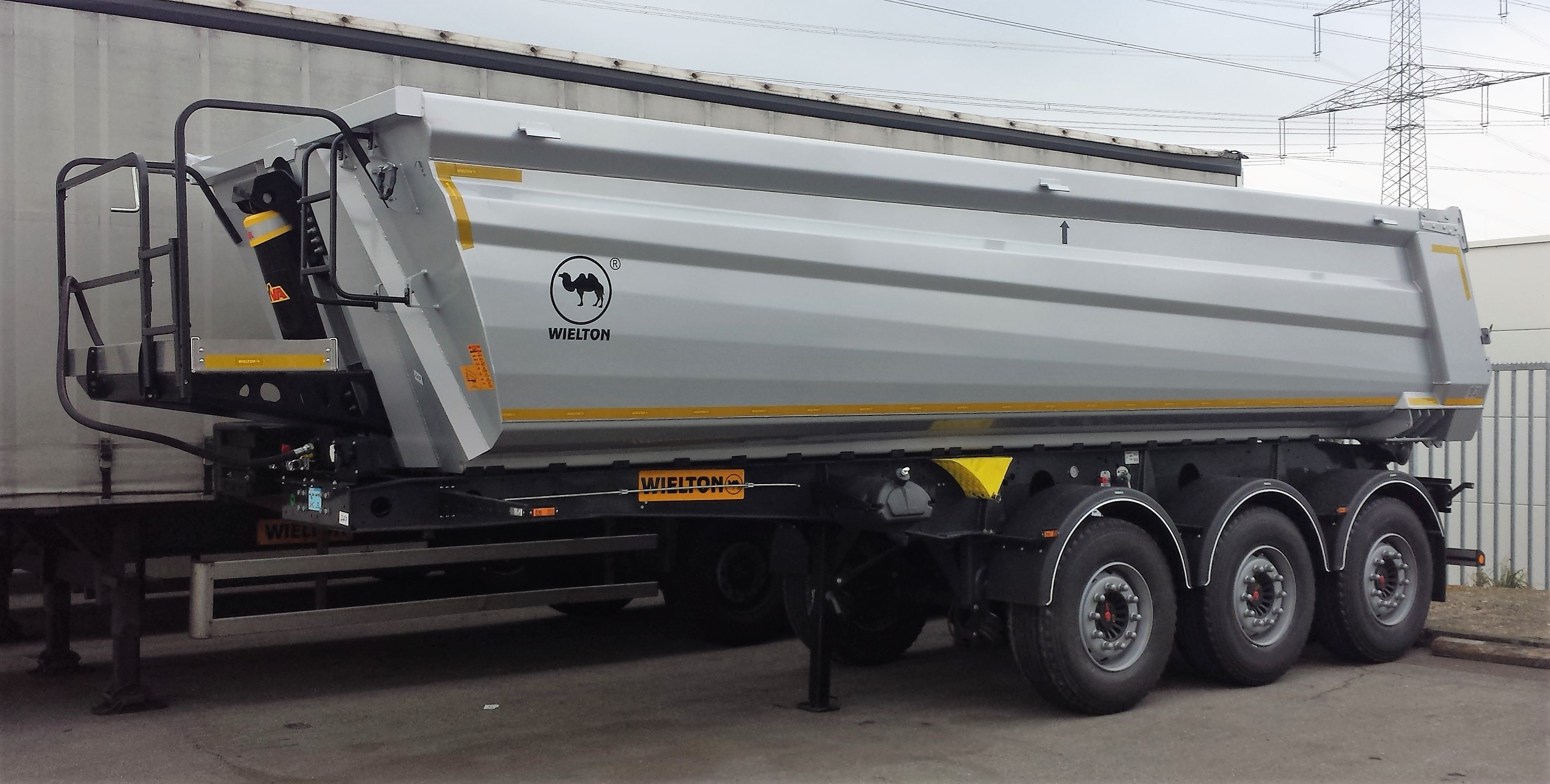
Ein halbrunder Muldenkipper aus Stahl in konischer Bauweise für Schüttgut, als Auflieger für den Einsatz an Sattelzugmaschinen

### Hersteller

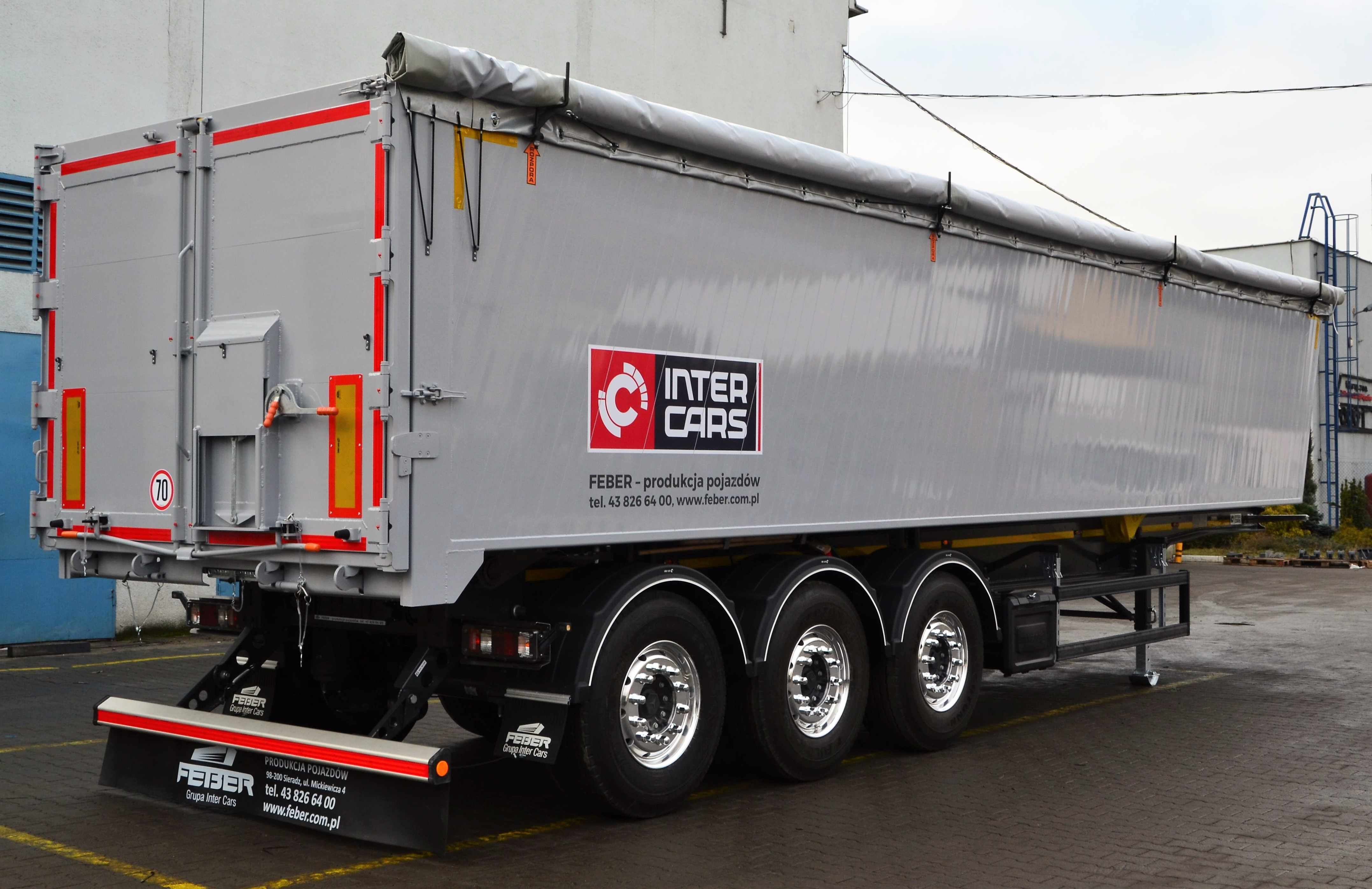
Ein kastenförmiger Muldenkipper aus Aluminium und in Palettenmaß, für den Einsatz als Auflieger an Sattelzugmaschinen

- Benalu
- Carnehl
- Feber
- Fliegl
- Kempf
- Kögel
- Langendorf
- Meiller
- Müller Mitteltal
- Schmitz Cargobull
- Schwarzmüller
- Stas
- Wielton
- Zasław

## Großmuldenkipper
Mit bis zu 20 m Länge, 9 m Breite, 8 m Höhe und Nutzlasten bis zu 450 t werden Großmuldenkipper in Tagebauen zum Transport zwischen Abbaustelle und Förderanlagen oder Brechern eingesetzt. Um trotz der Größe eine gewisse Wendigkeit zu gewährleisten, werden fast ausschließlich Zweiachser eingesetzt.
Der Antrieb erfolgt bei den größeren Modellen dieselelektrisch durch Achsmotoren, teilweise auch im Hybridbetrieb mit Oberleitung an Steigungsstrecken.
Als größter und stärkster in Serie gebauter Muldenkipper gilt derzeit (November 2013) der BelAZ-75710.

### Hersteller

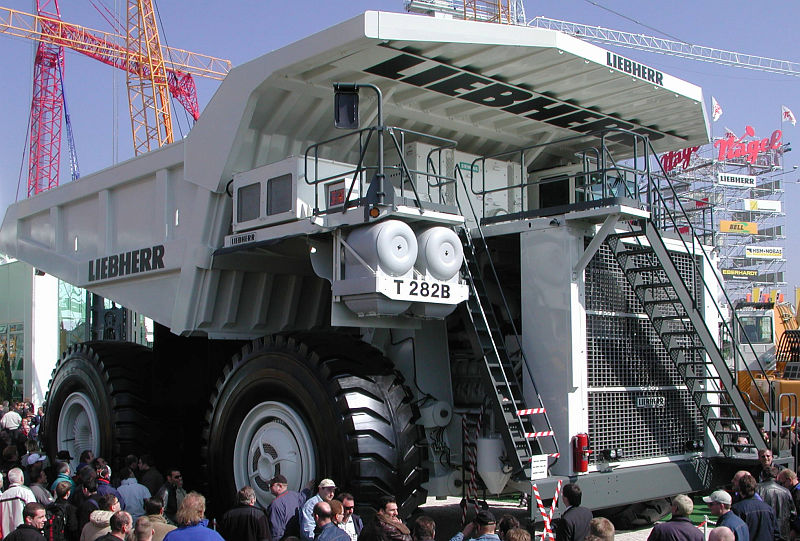
Liebherr T282b
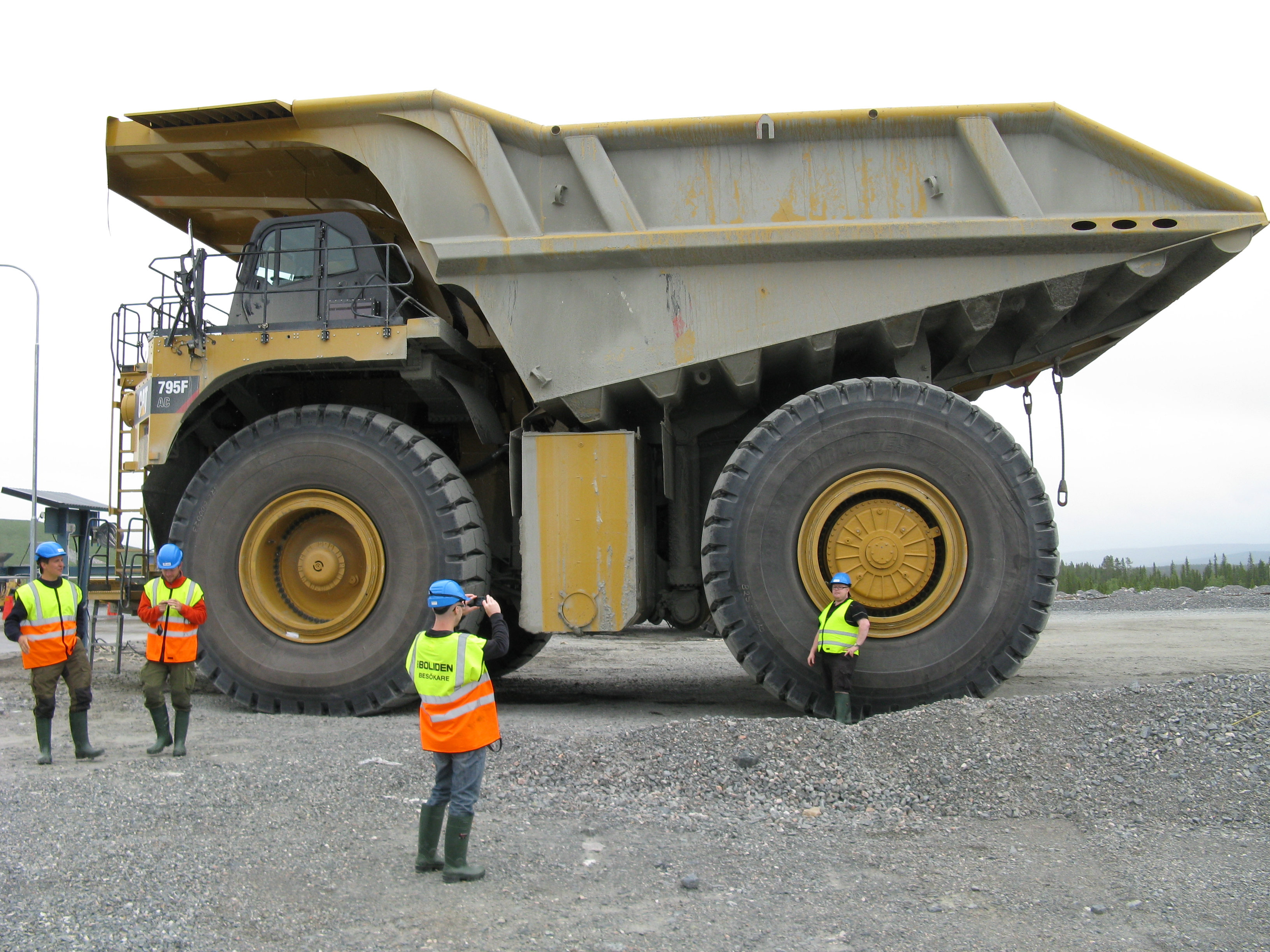
Caterpillar 795F für den Einsatz im Tagebau und Minen

- BelAZ
- Caterpillar
- Euclid (ehemals)
- Komatsu
- Liebherr
- Terex
- Volvo
- Perlini

### E-Dumper
Seit 2018 ist im Steinbruch der Zementfabrik Vigier im Kanton Bern ein Elektromuldenkipper im Einsatz. Dieser auf Elektromotor umgerüstete Komatsu HD 605-7 wiegt voll beladen 110 Tonnen bei einer Zuladung von 65 Tonnen. Der Elektromotor hat eine Dauerleistung von 800 PS bei einem Drehmoment von 9500 Nm. Die Höchstgeschwindigkeit beträgt 40 km/h. Die Entwicklungs- und Umrüstzeit betrug insgesamt zwei Jahre. Der sogenannte eDumper rekuperiert bei der Talfahrt Strom in Höhe von 77 MWh pro Jahr und lädt damit die größten jemals in ein Fahrzeug eingebauten Akkumulatoren mit einer Kapazität von 700 kWh wieder auf. Es wird eine jährliche Einsparung von 130 Tonnen Kohlenstoffdioxid sowie 50.000 Litern Diesel bei diesem Fahrzeug erwartet. Das Entwicklerteam wurde im Oktober 2017 mit dem europäischen Innovationspreis EMove360° in der Kategorie „Elektrofahrzeuge“ ausgezeichnet.
Liebherr stellt 2025 auf der Bauma den batterieelektrisch betriebenen "T 264" vor als Ergebnis der Zusammenarbeit mit dem australischen Bergbauunternehmen Fortescue.

## Knickgelenkte Muldenkipper
Knickgelenkte Muldenkipper kommen im Erdbau abseits des öffentliche Straßenverkehrs zum Einsatz. Durch Allradantrieb, niedrigen Schwerpunkt und Knicklenkung sind sie sehr anpassungsfähig an unwegsames Gelände und sind auch ohne Baustrassen einsetzbar.

### Hersteller

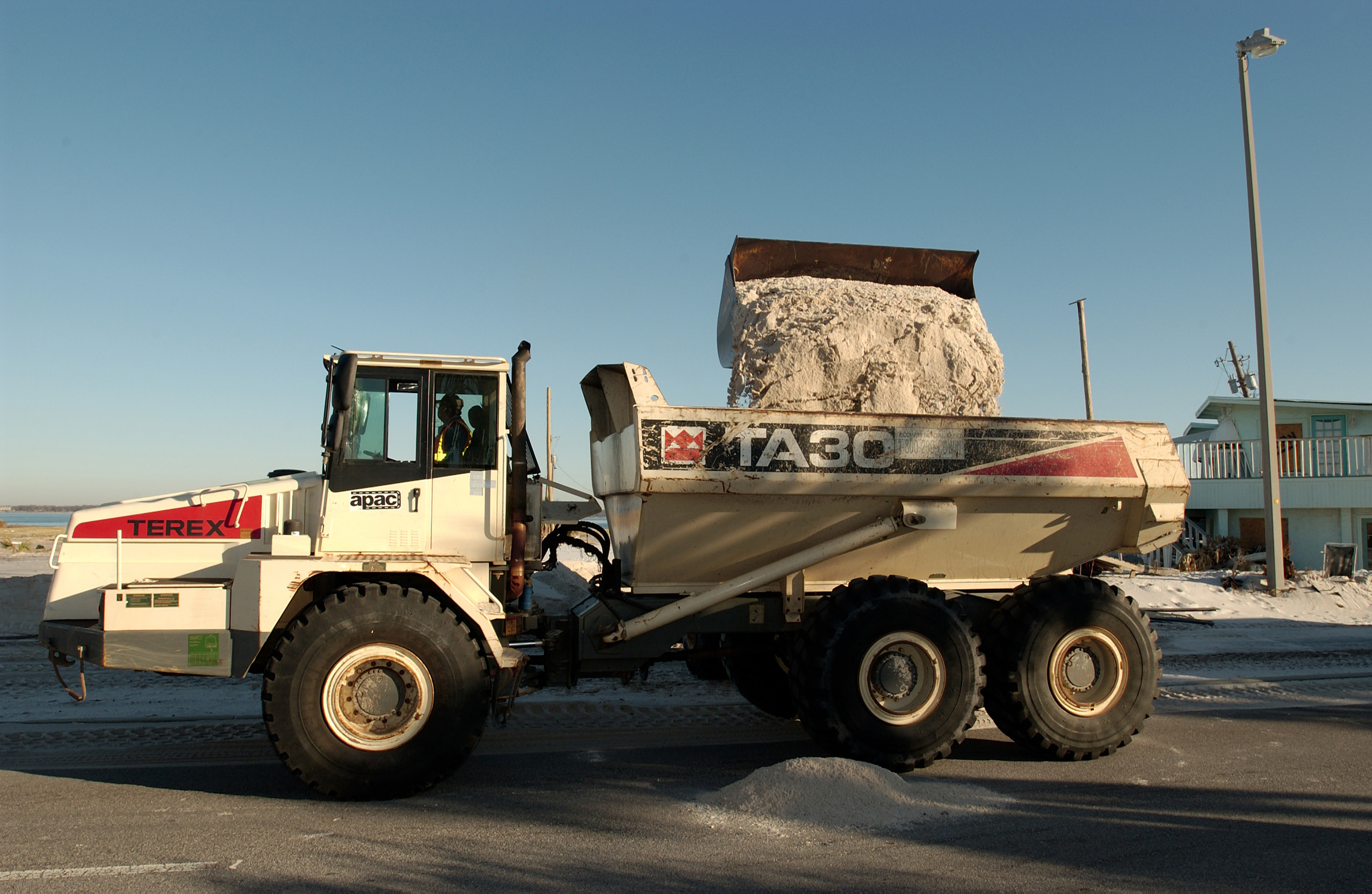
3-Achs-Muldenkipper (Knicklenker) Terex TA30, 50 t Gesamtgewicht
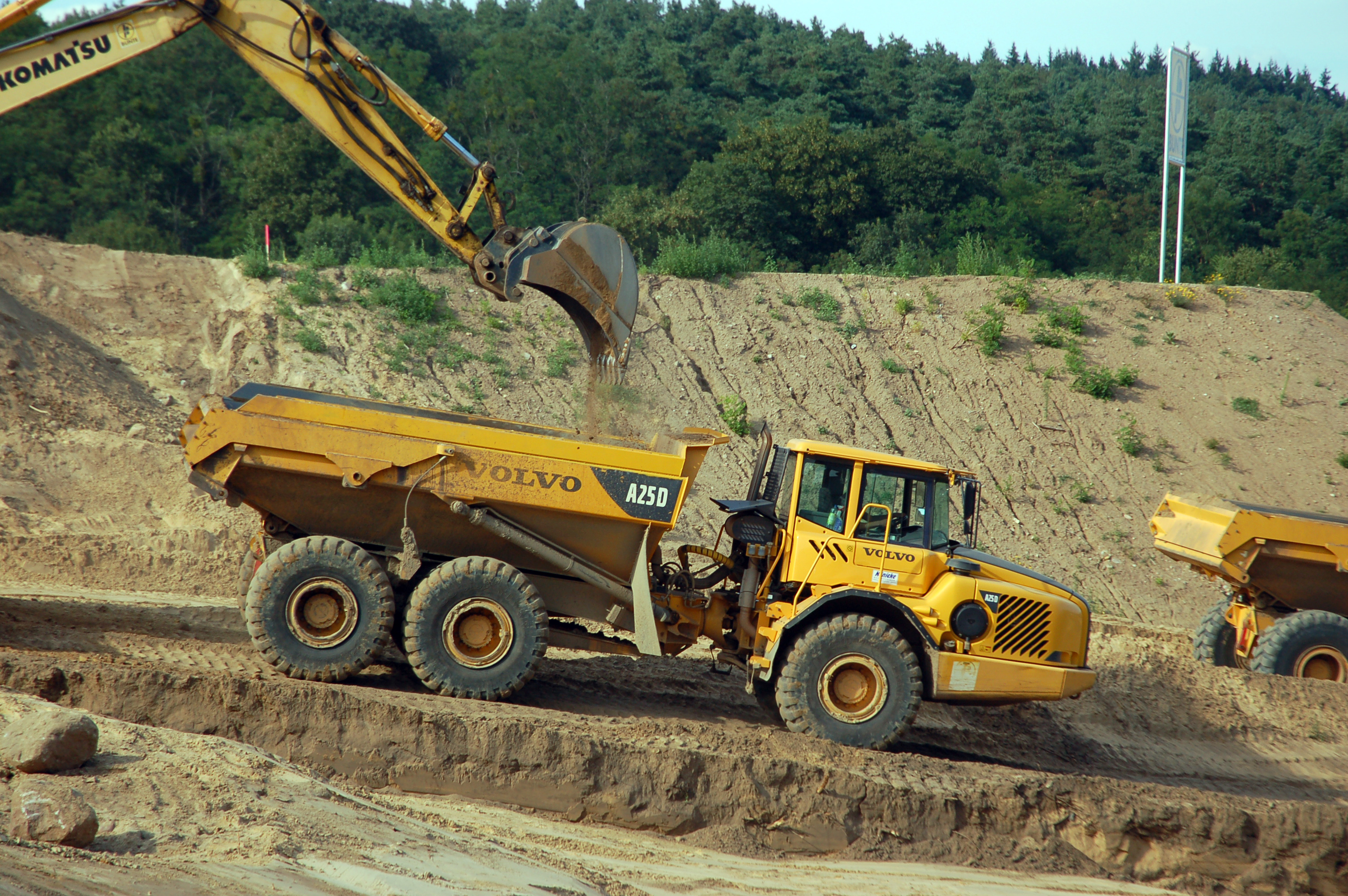
Volvo bei Beladung

- Astra
- Bell
- Caterpillar
- Hitachi
- John Deere
- Komatsu
- Liebherr
- Volvo

## Anhänger in der Landwirtschaft
In der Landwirtschaft sind Muldenkipper auch als Anhänger an Traktoren verbreitet.

### Hersteller
- Fliegl

## Sonderformen
Im Baustellbetrieb werden sogenannte Vorderkipper eingesetzt, als auch Fahrzeuge mit Raupenfahrwerk oder als Zweiwegefahrzeug. Mulden mit im Boden verlaufenden Förderband sind eine, jedoch primär in Amerika verbreitete, Alternative.

### Hersteller

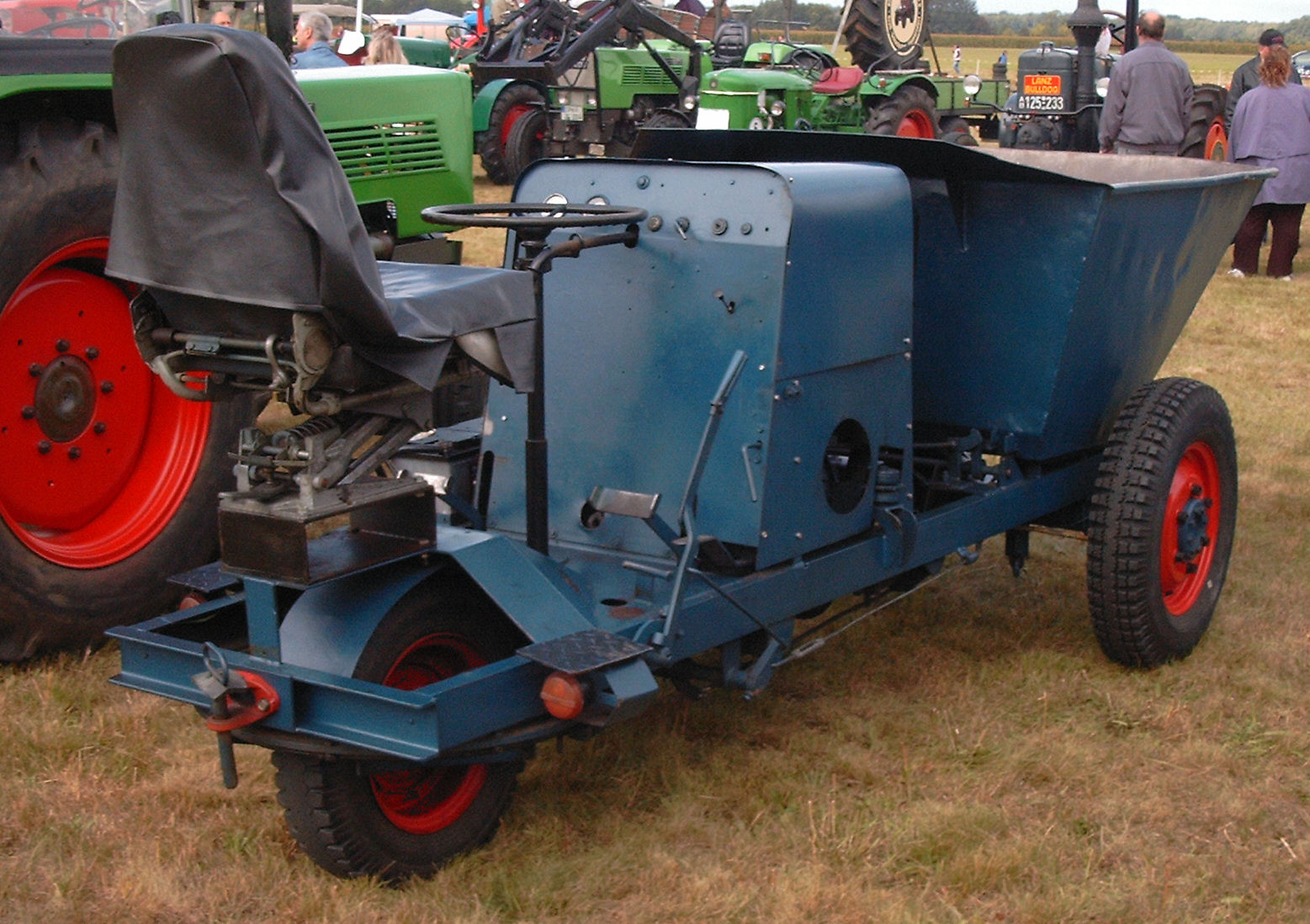
DDR-Vorderkipper Picco I, umgangssprachlich als Dreikantfeile bekannt
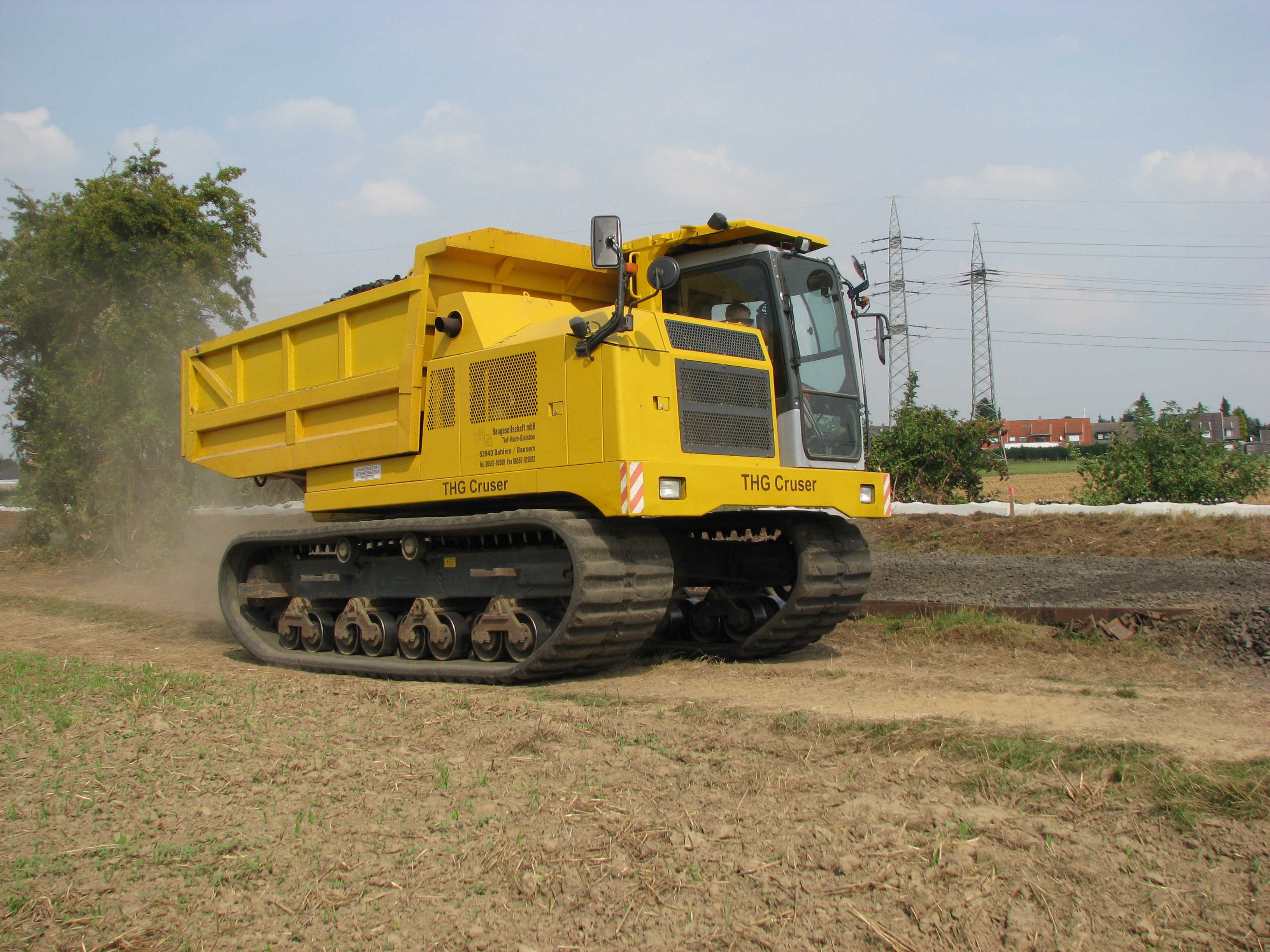
Muldenkipper Komatsu CD-110R mit Raupenantrieb
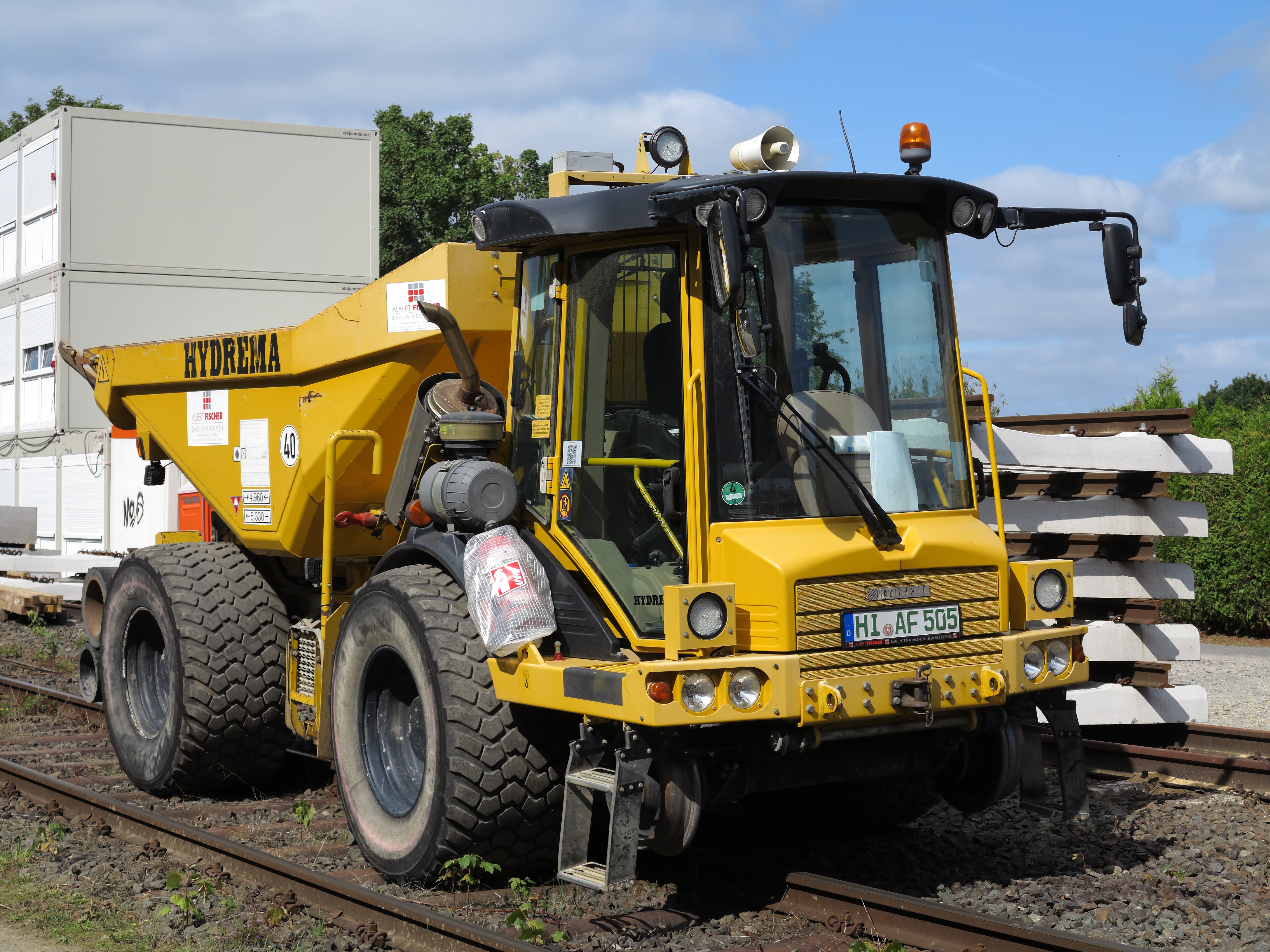
Zweiwege-Muldenkipper
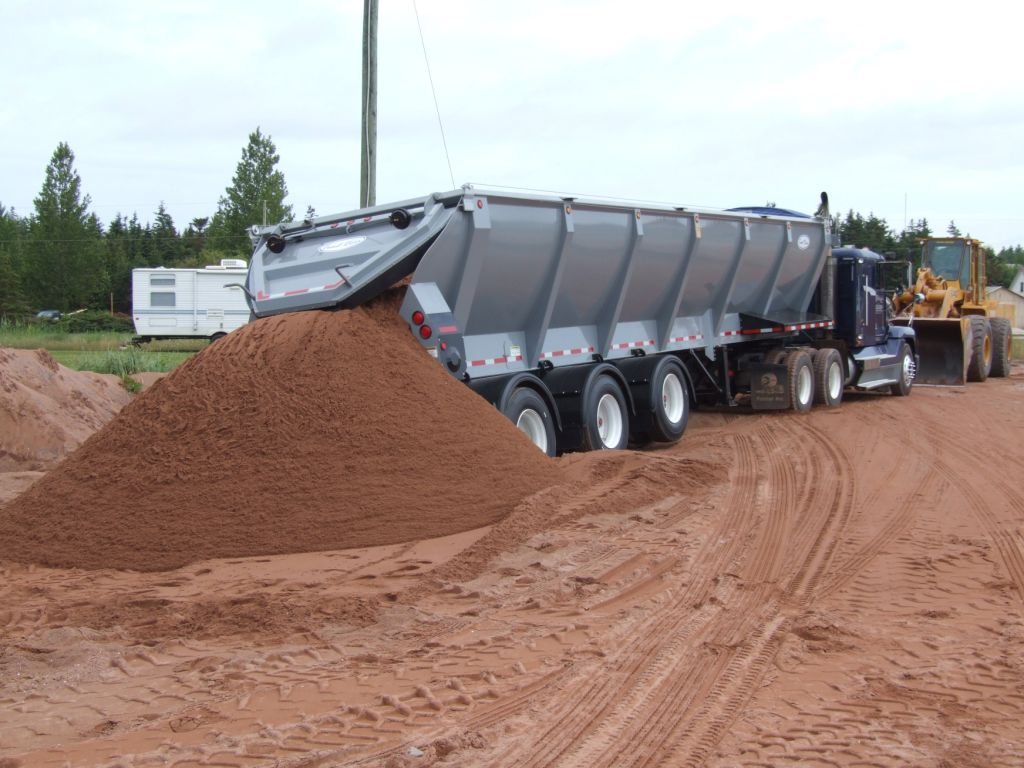
Eine Alternative zum Muldenkipper

- Bergmann
- Hydrema
- Yanmar